# 미국 20센트 주화

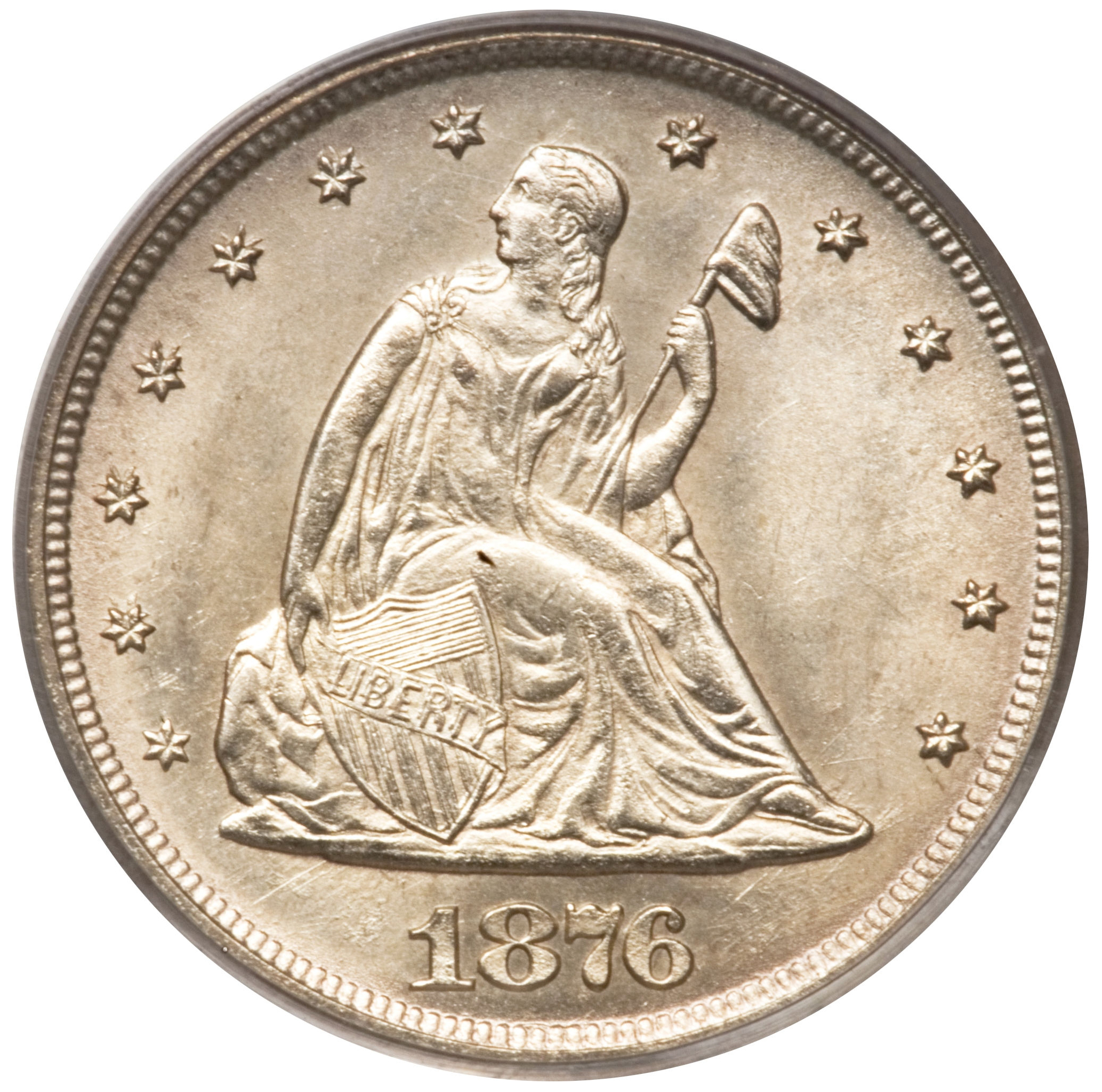
앞면

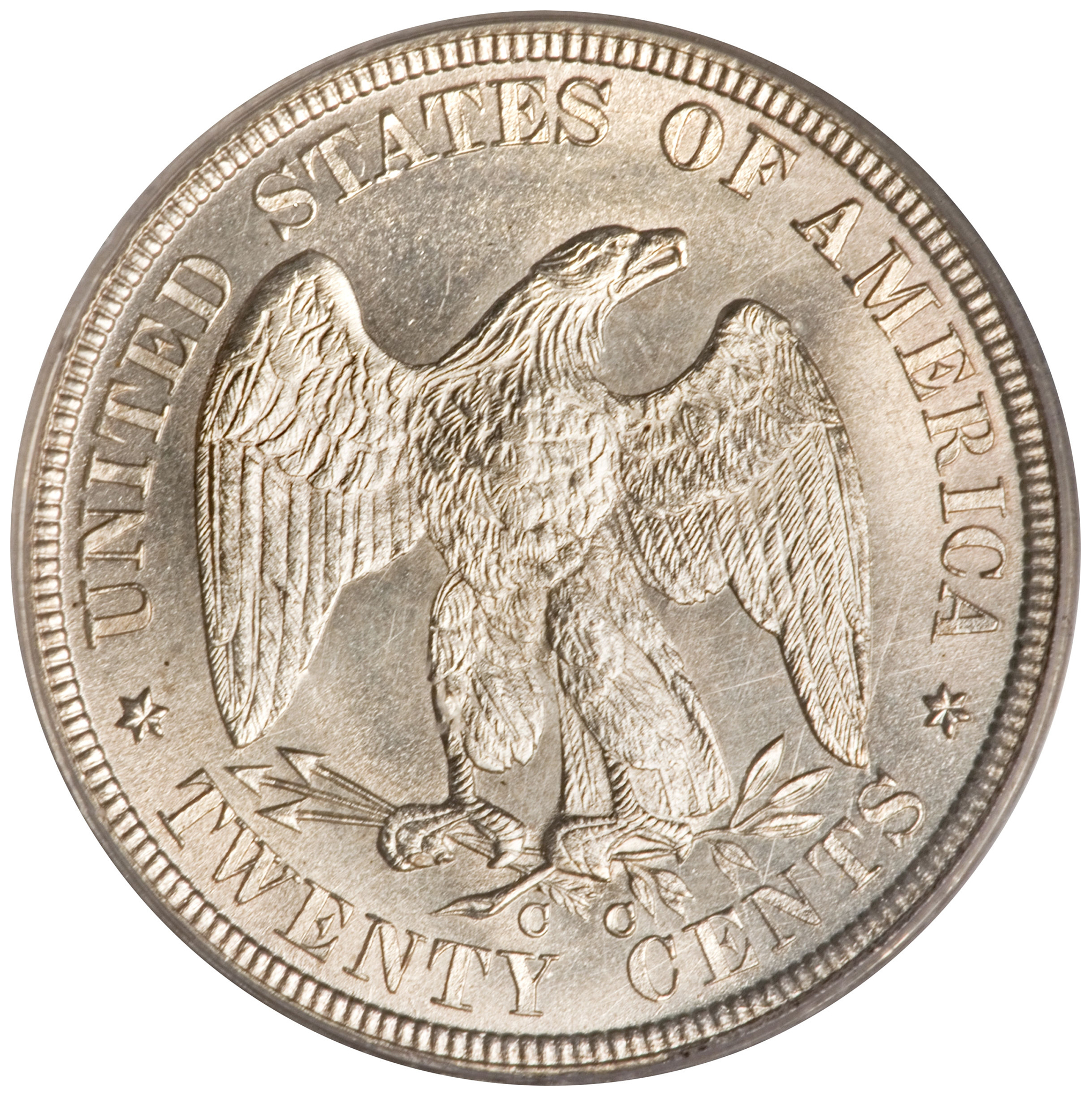
뒷면

미국 20센트 주화(Twenty-cent piece)는 1875년부터 1878년까지 주조된 주화이지만 마지막 2년 동안의 수집가에게만 해당된다. 네바다주 상원 의원 존 P. 존스(John P. Jones)가 제안한 이 제안은 규모와 가치 측면에서 비슷한 쿼터 주화와의 혼동으로 인해 실패했음이 입증되었다.
1874년에 새로 당선된 존스는 20센트짜리 주화를 요구하기 시작했는데, 그는 이것이 파웨스트 지역의 잔돈 부족을 완화할 것이라고 말했다. 이 법안은 의회를 통과했고 조폐국 국장인 헨리 린더만은 패턴 주화 주조를 명령했다. 린더만은 결국 다른 은화와 유사한 앞면과 뒷면을 결정했다.
비록 주화의 가장자리가 매끄러우나 다른 은화처럼 갈대 모양이 아닌 새 조각은 1/4 크기에 가까웠고 즉시 혼동되었다. 당황스러운 점은 앞면, 즉 "머리"에 더해 두 주화의 측면이 거의 동일하다는 점이다. 백만 개 이상이 주조된 첫 해 이후에는 수요가 거의 없었고 1878년에 이 명칭이 폐지되었다. 전체 주조의 최소 3분의 1 이상이 나중에 정부에 의해 용해되었다. 화폐학자 마크 벤베누토(Mark Benvenuto)는 이 20센트짜리 작품을 "시작되기 거의 전에 끝난 미국 주화 역사의 한 장"이라고 불렀다.